# Muscle glutéal
Les muscles glutéaux  (du grec ancien γλουτός / gloutós, « fesse ») ou muscles fessiers sont des muscles du membre inférieur. 
Le terme muscle glutéal peut faire référence au :
- muscle petit glutéal ou petit fessier,
- muscle moyen glutéal ou moyen fessier,
- muscle grand glutéal ou grand fessier.

D'une façon plus générale, le terme regroupe également l'ensemble des muscles de la région glutéale qui sont regroupés en muscles glutéaux superficiels et en muscles glutéaux profonds.
Les muscles glutéaux superficiels sont :
- le muscle petit glutéal,
- le muscle moyen glutéal,
- le muscle grand glutéal,
- le muscle tenseur du fascia lata.

Les muscles glutéaux profonds sont :
- le muscle piriforme,
- le muscle obturateur interne,
- le muscle jumeau supérieur,
- le muscle jumeau inférieur,
- le muscle carré fémoral.

## Forme des fesses et des hanches
Les formes des fesses (appelées aussi région glutéale) dépendent des muscles fessiers enfouis sous le fascia profond et une épaisse couche de tissu sous-cutané adipeux, l'hypoderme. Le grand fessier (muscle puissant, quadrangulaire qui aligne la cuisse avec le bassin) donne la forme générale, le moyen fessier en grande partie caché donne cet aspect à l'arrondi supérieur de la fesse. L'accumulation de graisse au-dessus du petit fessier, situé sur les faces externes des hanches supérieures mais complètement caché, forme les poignées d'amour. Le pli fessier, remarquable particularité d'anatomie de surface, est situé à la limite entre la cuisse et le bord inférieur du muscle grand glutéal.

## Muscles fessiers et bipédie
La bipédie humaine impose des contraintes mécaniques que l'on retrouve enregistrées dans le squelette du bassin, large et évasé. L'aile iliaque élargie a permis une plus grande zone d'insertion des muscles fessiers puissants (notamment le grand fessier) qui sont des extenseurs de la cuisse lors de la locomotion bipède. La longueur caudale de l'ilium est en relation avec ces contraintes. « Cette distance entre les articulations sacro-iliaque et coxo-fémorale est d'autant plus courte que l'intensité des forces pondérales qui s'y applique est élevée. C'est le cas des Primates lourds et redressés (Homme), des sauteurs verticaux lourds (Propithèque, Indri) et dans une moindre mesure des quadrupèdes lourds qui ont un ilion en « pression ». À l'inverse, les brachiateurs, surtout les plus lourds, ont un ilion en « tension » caractérisé par l'accroissement de la longueur caudale de l'ilion ».
Selon le zoologiste Desmond Morris, la bipédie acquise par l'homme renforce le camouflage de l'œstrus, la tumescence de la vulve n'étant plus visible. Cette évolution favoriserait le développement de caractères sexuels secondaires : élargissement des fesses (leur rotondité étant un signal d'excitation sexuelle pour le coït postérieur) en raison du développement des muscles fessiers, du bassin, des hanches et gonflement des seins (assimilés à des « fesses par le devant », le regard du mâle se reportant sur cette zone avec le redressement du corps), ce dernier caractère étant associé à son rôle érotique et la préférence pour les partenaires sexuels à copuler face à face.